# Chrýsippos ze Soloi

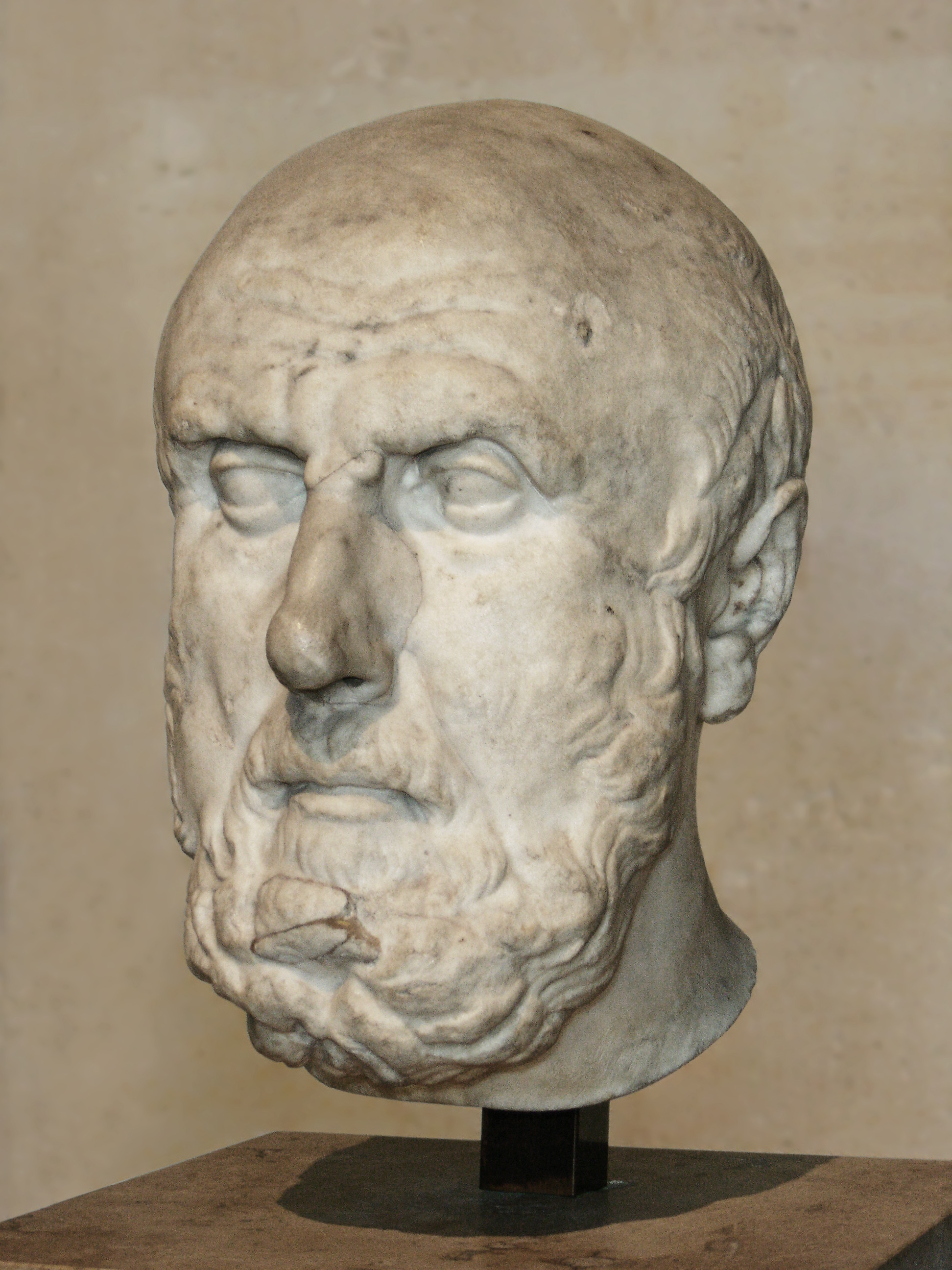
Chrysippos ze Soloi
(Římská kopie ze 2. stol., Paříž, Louvre)

Chrýsippos ze Soloi nebo latinsky Chrysippus (asi 280 př. n. l. Soli, dnešní Soloi v Turecku – asi 207 př. n. l. Athény) byl řecký stoický filosof, žák Kleanthův a od roku 232 př. n. l. jeho nástupce jako třetí představený stoické školy. Ve svých četných spisech Chrýsippos uspořádal nauky svých předchůdců, dal jim definitivní podobu a tak připravil úspěch stoicismu v římské době. Diogenés Laertios o něm napsal: „Kdyby nebylo Chrysippa, nebyla by ani stoa.“

## Život a dílo
O Chrýsippově životě víme velmi málo. Narodil se snad v Soli u Tarsu (dnešní Soloi v Turecku) v zámožné rodině, ale úskokem právníků přišel o dědictví a odešel studovat do Athén. Tam snad studoval nejprve v Akademii u Arkesilaa, později se však stal žákem a pokračovatelem Kleanthovým. Napsal prý 700 knih, z nichž se zachovaly jen zlomky u Cicerona, Seneky, Galéna, Plútarcha a dalších, dva nebo tři spisy byly objeveny na papyrech v Herculaneu. Mezi nimi jsou Logické otázky a O prozřetelnosti.

## Myšlení
Chrýsippova filosofie vychází z díla Zénóna z Kitia, s nímž se snad krátce setkal, byla dále ovlivněna Arkesilaem, Aristónem z Chia a hlavně Kleanthem, k němuž se Chrýsippos hlásil. Nesouhlasil však se způsobem, jak Kleanthés své nauky hlásal a rozhodl se jej změnit, aby stoické učení obhájil nejen před současníky, ale i do budoucnosti.
Na rozdíl od Aristotelovy logiky, jež se věnuje správným soudům čili výrokům, vytvořil Chrýsippos logiku, jež výroky kombinuje (výroková logika). Například, pokud platí, že ve dne je světlo a víme, že je den, je tudíž také světlo. Chrýsippovu originalitu objevili až logikové 20. století,[zdroj?] když tvořili moderní výrokový počet. Logika však pro Chrysippa nebyla jen formální systém, nýbrž projev božského rozumu (logos), který vládne světu. Diogenés Laertios napsal, že „pokud bohové užívají dialektiku, je to dialektika Chrýsippova“. a se stejným obdivem se o Chrýsippově logice vyjadřuje též Kléméns Alexandrijský.
V dějinách matematiky je významné Chrýsippovo učení, že jednotka je číslo. Většina starověkých filosofů totiž soudila, že jedno je protikladem čísla jako mnohosti, že je měřítkem množství a tedy nikoli tím měřeným.
Cílem a naplněním lidského života je pro Chrýsippa ctnost, která však člověku není dána od narození. Člověk se má podle něho snažit pěstovat ty stránky své bytosti, jimiž se odlišuje od zvířat, totiž mírnost, znalost, statečnost a pravdivost. Pěstováním ctností získává člověk vznešenost i harmonickou souhru duše a těla, nezbytnou pro jeho zdraví. Dobrý život je život ve společnosti a vyžaduje i přátelství a dobrou vůli vůči druhým. Na druhé straně je Chrýsippos – jako ostatní stoikové – spíše fatalista: zdůrazňuje, že nic se neděje náhodou a že dobro je možné jen na pozadí zla: beze lži by nebyla pravda, bez zbabělosti statečnost.